# Томас и другари: Прича о храбрости
Томас и другари: Прича о храбрости (енгл. Thomas & Friends: Tale of the Brave) британско је рачунарски-анимирана мјузикл хорор авантуристички филм из 2014. у продукцији Arc Productions и дистрибуцији HIT Entertainment. То је филм Томас и другари у франшизи. У филму глуме Бен Смол, Мартин Шерман, Кит Викам, Кери Шејл, Мет Вилкинсон, Тереза Галагер и Жул де Џонг.